# Domaine d'Iiyama

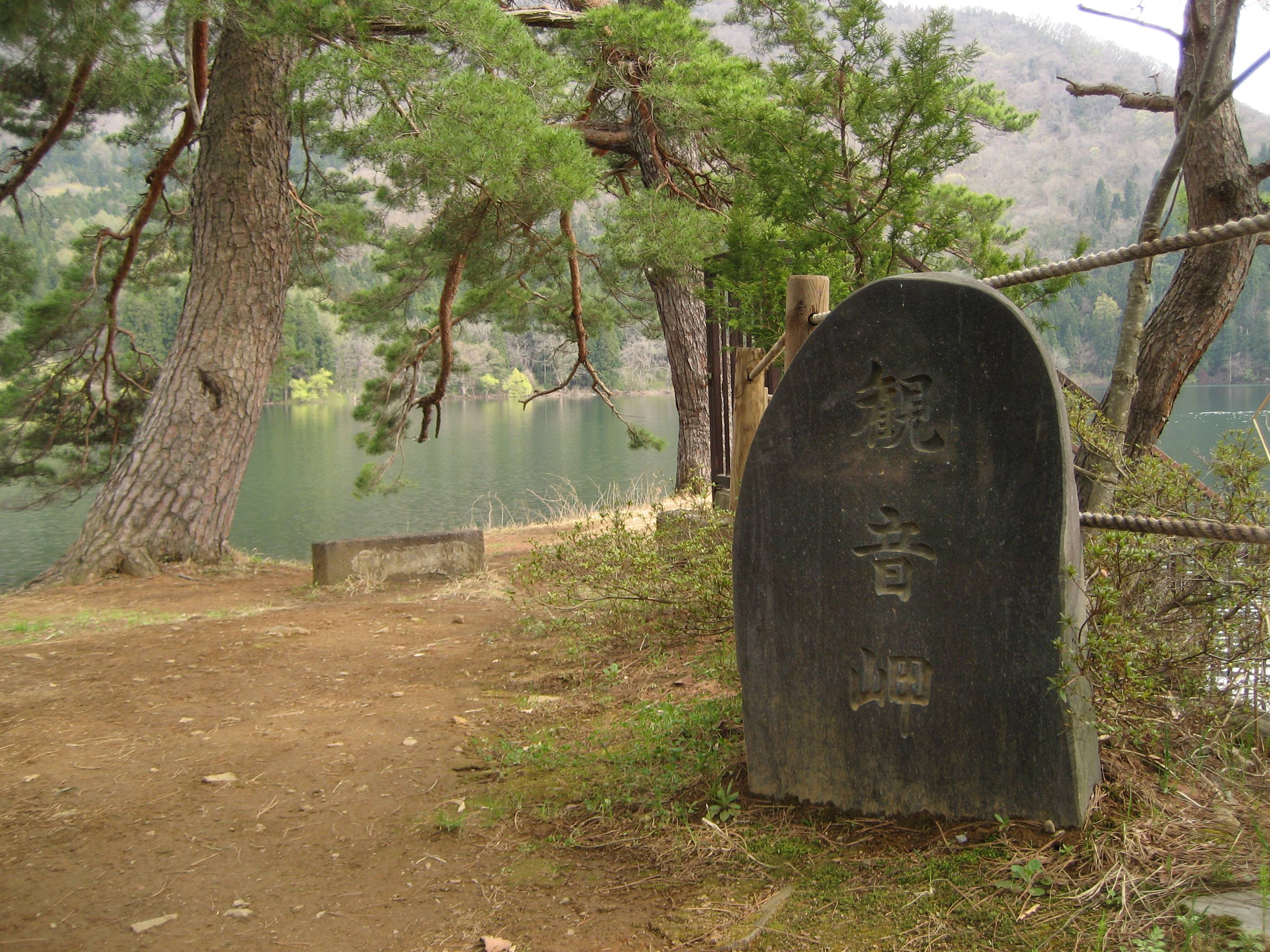
Kannonsaki, un site à Iiyama.

Le domaine d'Iiyama (飯山藩, Iiyama-han) est un fief féodal japonais de l'époque d'Edo situé dans la province de Shinano (actuelle préfecture de Nagano). Il était dirigé à partir du château d'Iiyama dans l'actuelle ville d'Iiyama.

## Histoire
En 1603, quand Matsudaira Tadateru reçoit le domaine de Kawanakajima, la région d'Iiyama est offerte à son vassal, Minagawa Hiroteru, avec un revenu de 40 000 koku. Cela marque la création du domaine d'Iiyama. Cependant, après que Matsudaira Tadateru a perdu les faveurs du shogun Tokugawa Ieyasu et soit désavoué, Minahawa Hiroteru subit un destin similaire et est dépossédé du domaine de Hitachi-Fuchū qui a un revenu de 10 000 koku. Il est remplacé par Hori Naoteru issu d'une branche du clan Hori de la province d'Echigo. Celui-ci travaille à contrôler les inondations et à développer de nouvelles terres rizicoles pour améliorer le domaine. Il est cependant transféré au domaine de Nagaoka en 1616. Iiyama est offert à Sakuma Yasumasa, le fils d'un célèbre général d'Oda Nobunaga, Sakuma Morimasa. Le clan Sakuma dirige pendant trois générations jusqu'à sa mort sans héritier en 1638. Le domaine d'Iiyama est ensuite assigné à une branche du clan Matsudaira, anciennement au domaine de Kakegawa. Les Matsudaira dirigent pendant deux générations et retournent à Kakegawa en 1706. Iiyama est ensuite offert à Nagai Naohiro, daimyō du domaine d'Akō, immédiatement après le célèbre incident des 47 rōnin. Il dirige seulement jusqu'en 1711 avant d'être remplacé par Toyama Yoshihide qui ne reste également que six ans avant d'être transféré ailleurs.
En 1717, le domaine d'Iiyama est assigné à une branche cadette du clan Honda qui le dirige jusqu'à la restauration de Meiji. Durant la guerre de Boshin, le domaine est envahi par les forces pro-Tokugawa du domaine de Takada qui incendient la ville fortifiée. Le domaine soutient ensuite les armées impériales à la bataille de Hokuetsu et la bataille d'Aizu. En juillet 1871, avec l'abolition du système han, le domaine d'Iiyama devient brièvement la préfecture d'Iiyama qui est absorbée par la nouvelle préfecture de Nagano.

## Possessions à la fin de l'époque d'Edo
Comme la plupart des domaines japonais, Iiyama est composé de plusieurs territoires discontinus dont la valeur kokudaka est fondée sur une estimation périodique du potentiel agricole,.
- Province de Shinano
  - 58 villages dans le district de Minochi

## Liste des daimyōs
| #                                                                          | Nom                            | Règne     | Titre de courtoisie        | Rang de cour            | Kokudaka             | Notes                                       |
| -------------------------------------------------------------------------- | ------------------------------ | --------- | -------------------------- | ----------------------- | -------------------- | ------------------------------------------- |
| Clan Minagawa (fudai) 1603-1609,                                           |                                |           |                            |                         |                      |                                             |
| 1                                                                          | Minagawa Hiroteru (皆川広照)   | 1603-1609 | Yamashiro-no-kami (山城守) | 4e inférieur (従4位下)  | 40 000 koku          | Transféré au domaine de Hitachi-Fuchū       |
| Clan Hori (tozama) 1610-1616                                               |                                |           |                            |                         |                      |                                             |
| 1                                                                          | Hori Naonori (堀直寄)          | 1610-1616 | Tango-no-kami (丹後守)     | 5e inférieur (従五位下) | 40 000 koku          | Transféré au domaine de Nagaoka             |
| Clan Sakuma (tozama) 1616-1638                                             |                                |           |                            |                         |                      |                                             |
| 1                                                                          | Sakuma Yasumasa (佐久間安政)   | 1616-1627 | Bizen-no-kami (備前守)     | 5e inférieur (従五位下) | 30 000 koku          | Transféré depuis le domaine d'Omi-Takashima |
| 2                                                                          | Sakuma Yasunaga (佐久間安長)   | 1628-1632 | Hyuga-no-kami (日向守)     | 5e inférieur (従五位下) | 30 000 koku          |                                             |
| 3                                                                          | Sakuma Yasutsugu (佐久間安次)  | 1632-1638 | Aucun                      | Aucun                   | 30 000 koku          | Mort sans héritier                          |
| Clan Matsudaira (Sakurai) (fudai) 1639-1706 1639-1706 (fudai, 40 000 koku) |                                |           |                            |                         |                      |                                             |
| 1                                                                          | Matsudaira Tadatomo (松平忠倶) | 1639-1696 | Totomi-no-kami (遠江守)    | 5e inférieur (従五位下) | 40 000 koku          | Transféré depuis le domaine de Kakegawa     |
| 2                                                                          | Matsudaira Tadataka (松平忠喬) | 1696-1706 | Totomi-no-kami (遠江守)    | 5e inférieur (従五位下) | 40 000 koku          | Transféré au domaine de Kakegawa            |
| Clan Nagai (fudai) 1706-1711                                               |                                |           |                            |                         |                      |                                             |
| 1                                                                          | Nagai Naohiro (永井直敬)       | 1706-1711 | Iga-no-kami (伊賀守)       | 5e inférieur (従五位下) | 33 000 koku          | Transféré au domaine d'Iwatsuki             |
| Clan Aoyama (fudai) 1711-1717                                              |                                |           |                            |                         |                      |                                             |
| 1                                                                          | Aoyama Yoshihide (青山幸秀)    | 1711-1717 | Daizen-no-suke (大膳亮)    | 5e inférieur (従五位下) | 48 000 koku          | Transféré au domaine de Miyazu              |
| Clan Honda (fudai) 1717-1871>                                              |                                |           |                            |                         |                      |                                             |
| 1                                                                          | Honda Sukeyoshi (本多助芳)     | 1717-1725 | Wakasa-no-kami (若狭守)    | 5e inférieur (従五位下) | 20 000 → 35 000 koku | Transféré depuis le domaine d'Itoigawa      |
| 2                                                                          | Honda Yasuakira (本多康明)     | 1725-1730 | Bungo-no-kami (豊後守)     | 5e inférieur (従五位下) | 35 000 koku          |                                             |
| 3                                                                          | Honda Sukemochi (本多助有)     | 1730-1737 | Ise-no-kami (伊勢守)       | 5e inférieur (従五位下) | 35 000 koku          |                                             |
| 4                                                                          | Honda Sukemitsu (本多助盈)     | 1737-1774 | Sagami-no-kami (相模守)    | 5e inférieur (従五位下) | 35 000 koku          |                                             |
| 5                                                                          | Honda Suketsugu (本多助受)     | 1774-1806 | Bungo-no-kami (豊後守)     | 5e inférieur(従五位下)  | 35 000 koku          |                                             |
| 6                                                                          | Honda Suketoshi (本多助賢)     | 1806-1858 | Bungo-no-kami (豊後守)     | 5e inférieur (従五位下) | 35 000 koku          |                                             |
| 7                                                                          | Honda Sukezane (本多助実)      | 1858-1867 | Ise-no-kami (伊勢守)       | 5e inférieur (従五位下) | 35 000 koku          |                                             |
| 8                                                                          | Honda Sukeshige (本多助成)     | 1867-1868 | Ise-no-kami (伊勢守)       | 5e inférieur (従五位下) | 35 000 koku          |                                             |
| 9                                                                          | Honda Suketaka (本多助寵)      | 1868-1869 | Aucun                      | Aucun                   | 35 000 koku          |                                             |
| 10                                                                         | Honda Sukezane (本多助実)      | 1869-1871 | Ise-no-kami (伊勢守)       | 5e inférieur (従五位下) | 35 000 koku          |                                             |